# Аль-Харис V ибн Джабала
аль-Харис V ибн Джабала (араб. الحارث بن جبلة‎), Флавий Арефа (греч. [Φλάβιος] Ἀρέθας) в греческих источниках и Халид ибн Джабала в поздних исламских источниках — царь гассанидов, до-исламского арабского народа, жившего у восточной границы Византийской империи. Пятый филарх, носящий это имя, он правил с примерно 528 по 569 год и играл важную роль в войнах с Персией и вопросах, относящихся к становлению монофизитской сирийской церкви. За свои заслуги перед Византией он получил титулы патрикия и лат. gloriosissimus.

## Биография

### Ранняя жизнь
Аль-Харис был сыном Джабалы (Габала в греческих источниках) и братом Абу Кариба (Абокарабуса), филарха Палестины III. Он стал правителем гассанидов и филархом Каменистой Аравии и Палестины Секунды, вероятно, в 528 году, после смерти своего отца в битве при Танурисе. Вскоре после (около 529 года) он был возвышен византийским императором Юстинианом I (527—565), говоря словами историка Прокопия Кесарийского, «в царское достоинство», что сделало его главой всех арабских союзников империи (федератов) на востоке с титулом патрикий (др.-греч. πατρίκιος καὶ φύλαρχος τῶν Σαρακηνῶν, «патрикий и филарх сарацинов»). Первоначально, вероятно, зона, непосредственно контролируемая им, была ограничена северо-восточной частью византийской границы с арабами. В этот период Византия и её арабские союзники были вовлечены в войну с Сасанидской империей и её арабскими союзниками, лахмидами, и действия Юстиниана были вызваны желанием уравновесить влияние авторитетного лахмидского правителя аль-Мунзира III, контролировавшего арабские племена со стороны персов.

### Военная карьера

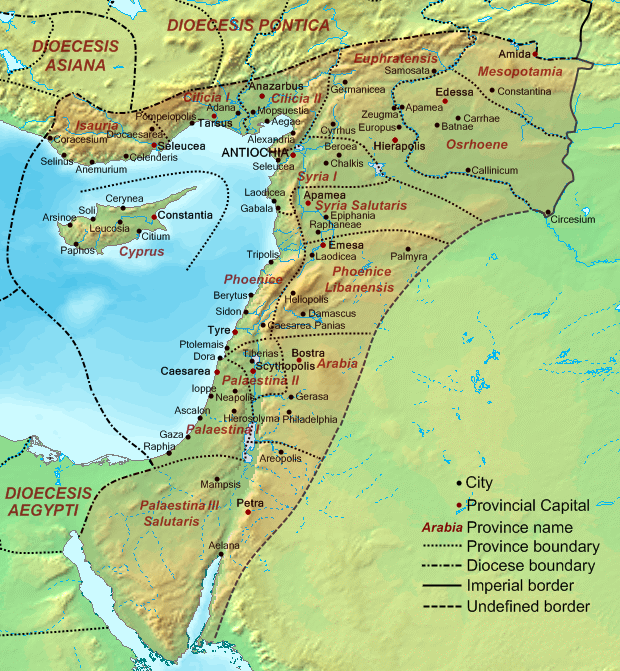
Провинции византийского диоцеза Восток.

В этом качестве Харис сражался за Византию в её многочисленных войнах против Персии. Уже в 528 году он был одним из командиров, посланных с карательной экспедицией против аль-Мунзира III. В 529 году он участвовал в подавлении возглавленного Юлианом бен Сабаром масштабного самаритянского мятежа, где «взял добычу
в 20 тысяч юношей и девушек, которых он захватил как пленных и продал в персидских областях и Индике». Возможно, именно за этот успех Юстиниан и возвысил его до главного филарха византийских арабов. Возможно также, что он принимал участие в победоносном для Византии сражении при Даре в 530 году, хотя никакие источники об этом явно не упоминают. В 531 году он командовал пятитысячным арабским отрядом в битве при Каллинике. Прокопий, враждебно настроенный к гассанидскому правителю, отмечает, что арабы, стоявшие на правом фланге византийского войска, предали византийцев и бежали, что и привело к поражению. Иоанн Малала, однако, сообщает, что хотя некоторые арабы действительно бежали, аль-Харис держался твёрдо. Обвинение в измене, выдвинутое Прокопием против Хариса, может быть подвергнуто сомнению, так как, в отличие от Велизария, он остался командовать и участвовал в операциях около Мартирополиса в том же году.
В 537/538 или 539 году он вступил в столкновение с аль-Мунзиром III по поводу спорных прав на земли к югу от Пальмиры, недалеко от старой страты Диоклетиана. Согласно позднейшим свидетельствам ат-Табари, гассанидский правитель вторгся на земли аль-Мунзира III и захватил там богатую добычу. Персидский шахиншах Хосров I Ануширван использовал эти события как предлог для возобновления военных действий против Византии, начав новую войну в 540 году. В кампании 541 года Харис и его люди вместе с отрядом из 1200 византийцев под командованием генералов Иоанна Фаги и Траяна, были посланы Велизарием в рейд по Ассирии. Начавшись успешно, экспедиция глубоко проникла во вражескую территорию, причинив значительный ущерб. Однако через некоторое время византийский контингент повернул обратно, из-за чего Харис не смог ни соединиться с Велизарием, ни проинформировать его о своём положении. Согласно свидетельству Прокопия, это, вдобавок к разразившейся в армии эпидемии, вынудило Велизария отступить. Прокопий при этом обвиняет аль-Хариса в том, что действия последнего были намеренными и были вызваны нежеланием делиться награбленным. Впрочем, в своей «Тайной истории» он приводит совершенно другую версию причин поведения Велизария, не имеющую отношения к арабам. Около 544/545 года Харис оказался вовлечённым в вооружённый конфликт с другим арабским филархом, аль-Асвадом, известным по греческим источникам как Асуадес.
Начиная с ок. 546 года, несмотря на то, что две великие империи находились в мире в Месопотамии после перемирия 545 года, возобновился конфликт между их арабскими союзниками. Внезапным рейдом аль-Мунзир III захватил, а затем принёс в жертву одного из сыновей Хариса. Вскоре после этого Лахмиды понесли тяжёлое поражение в генеральном сражении между двумя арабскими армиями. Тем не менее, конфликт не был на этом прекращён, и аль-Мунзир продолжал совершать набеги на Сирию. Во время одного из них, в июне 554 года, в победоносном для Гассанидов сражении у сирийского города Халкис аль-Харис потерял своего старшего сына Джабалу.
В ноябре 563 года аль-Харис посетил императора Юстиниана в Константинополе с целью согласовать кандидатуру своего преемника, а также обсудить набеги лахмидского правителя Амра, также получавшего подарки от византийцев. Он определённо оставил о себе живое впечатление в столице, сохранявшееся и годы спустя: Иоанн Эфесский записал годы спустя, что император Юстин II, уже утративший рассудок, испугался и спрятался, когда Иоанн сказал ему «Арефа придёт за тобой».

### Смерть
После смерти аль-Хариса, возможно, произошедшей во время землетрясения 569 года, ему наследовал его сын аль-Мунзир (Аламундар в византийских источниках). Воспользовавшись смертью Хариса, новый лахмидский правитель Кабус ибн аль-Мунзир начал новую войну, но потерпел сокрушительное поражение.

## Религиозная политика
В отличие от своих византийских «хозяев», аль-Харис был сторонником монофизитства и отрицал Халкидонский собор. В течение своего правления он поддерживал анти-халкидонские настроения в сирийском регионе, председательствуя на соборах и участвуя в многочисленных монофизитских спорах того времени как арбитр, активно способствуя становлению сирийской церкви. В 542 году, после двух десятилетий преследований, он обратился к известной своими монофизитскими симпатиями императрице Феодоре с просьбой назначить новых епископов в Сирию. В результате были назначены Иаков Барадей и Феодор, чьи организаторские способности способствовали формированию сирийской церковной иерархии.